# Festival Besancourt
 (août 2011).
Si vous disposez d'ouvrages ou d'articles de référence ou si vous connaissez des sites web de qualité traitant du thème abordé ici, merci de compléter l'article en donnant les références utiles à sa vérifiabilité et en les liant à la section « Notes et références ».
Le festival Besancourt était un festival international annuel de cinéma créé par l'Association Besancourt. Le festival qui proposait sur plusieurs jours une multitude de projections de courts métrages français et internationaux se déroulait dans la ville de Besançon.

## Histoire
Depuis sa création en 2007 et jusqu'en 2014, ce festival proposait chaque année aux spectateurs un panorama de films issus de la fiction, du documentaire, de l'expérimental et de l’animation au travers d’une compétition et de programmes thématiques.
Le festival recevait des films en provenance de la France et du monde entier.

## Palmarès
Chaque année plusieurs prix étaient remis par un jury composé de professionnels et par un vote du public dans le cadre de la compétition du festival.
Les films étaient classés en deux catégories distinctes: professionnel et cinéaste indépendant (sans maison de production professionnelle, cette catégorie remplace la section amateur).

### 2007
- Meilleure Fiction Professionnelle: Lewis Eizkman pour Lune Normande.
- Meilleur Documentaire Amateur: Mathias Papigny pour L'âme du cochon.
- Prix du Public: Mathias Papigny pour La petite fille aux allumettes.
- Meilleure Fiction Amateur: Boris Vassallo pour Callisto.
- Meilleur Documentaire Professionnel: Christophe Ferrux pour L'indien.

### 2008
- Documentaire Amateur: Joël Sentenac pour Marie et Auguste[2].
- Fiction Professionnelle: Lewis Eizykman pour L'accouchement de Wendy.
- Film d'École d'Art ou de Cinéma: Stéphane Guerout Qui se ressemble.
- Documentaire Professionnel: Alexandre Lemoine pour Midi 20.
- Fiction Amateur: Knoll Thierry pour Décalage horreur.
- Prix du Public: Hillenweck Robin pour Faya'nunj.

### 2010
- Meilleure Fiction Professionnelle: Christophe Hermans pour La balançoire.
- Meilleure Fiction Amateur: Fabien Campaner pour Connexions.
- Prix Spécial du Jury: Vivien Loiseau pour Wesh.
- Prix du Public: Keren Marciano pour Mémoires d'une jeune fille dérangée.
- Meilleur Documentaire Professionnel: Stéphane Etienne pour Solidaridad !.
- Meilleur Documentaire Amateur: Philippe Parolini pour Je me souviens.

### 2011
- Meilleure Fiction Amateure: Mathilde Fénétrier et Guillaume Levil pour Le train de midi.
- Meilleure Fiction Professionnelle: Cédric Provost pour Hymen.
- Meilleur Documentaire Amateur: Paul Giboureau et Philippe Parolini pour Métamorphoses.
- Prix du Public: Renaud Ducoing pour Cette obscure tentation.

### 2012
- Meilleur film documentaire ou d'animation professionnelle: Léo Verrier pour Dripped.
- Meilleure Fiction Professionnelle: Hugo Chesnard pour La France qui se lève tôt .
- Meilleure fiction cinéastes indépendants:  Lucie Laurent et Thierry Gaudin pour Looking for Stallone.
- Prix du Public: Christophe Garnier pour Ça promet.